# تتسکوکو

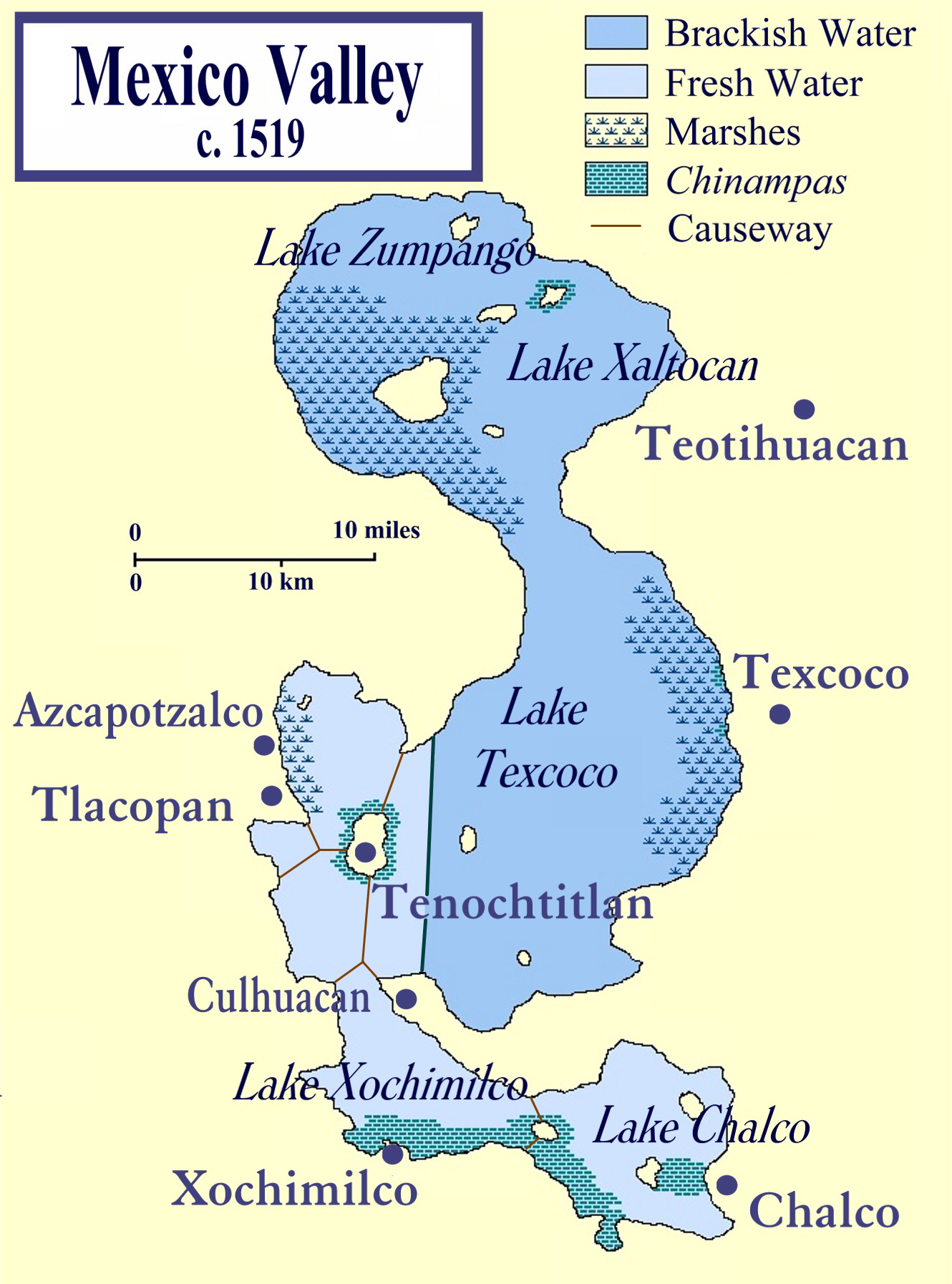
درهٔ مکزیکو و شهرهای گرد تتسکوکو در ۱۵۱۹ میلادی

تتسکوکو(به اسپانیایی: Tetzcuco) نام دولت‌شهری بزرگ در الکهولا در پشتهٔ مکزیک در آمریکای میانه در دورهٔ پساکلاسیک پیش از درونشد اروپاییان بدین قاره بود. اینجا در کرانهٔ خاوری دریاچه تتسکوکو در سوی شمال خاوری تنوچتیتلان پایتخت آزتکها جای گرفته‌بود. منطقهٔ باستانی تتسکوکو امروزه در کلان‌شهر مکزیکو و شهرداری تکسکوکو جای دارد.
در هنگام چیرگی اسپانیاییان بر مکزیک این شهر از برجسته‌ترین شهرهای مکزیک و پس از تنوچتیتلان بزرگترین شهر این سرزمین نیز بود.